# U-161 (1941)
U-161 — большая океанская немецкая подводная лодка типа IX-C, времён Второй мировой войны.

## История строительства
Заказ на постройку лодки был отдан судостроительной компании АГ Везер в Бремене 25 сентября 1939 года. Лодка была заложена 23 марта 1940 года под строительным номером 700, спущена на воду 1 марта 1941 года, 8 июля 1941 года под командованием капитан-лейтенанта Ганса-Людвига Витта вошла в состав учебной 4-й флотилии.

## История службы
1 января 1942 года под командованием Альбрехта Ахиллеса вошла в состав 2-й флотилии. Лодка совершила 6 боевых походов, в которых потопила 12 судов (60 107 брт), повредила 5 судов (35 672 брт), одно судно необратимо повредила (3 305 брт), один военный корабль потопила (1 130 т) и ещё один повредила (5 450 т).
27 сентября 1943 года потоплена торпедами самолётов морской авиации США PBM Mariner из состава эскадрильи VP-74 в Южной Атлантике близ Баии в районе с координатами 2°30′ ю. ш. 35°35′ з. д.. Все члены экипажа погибли.

## Боевые походы

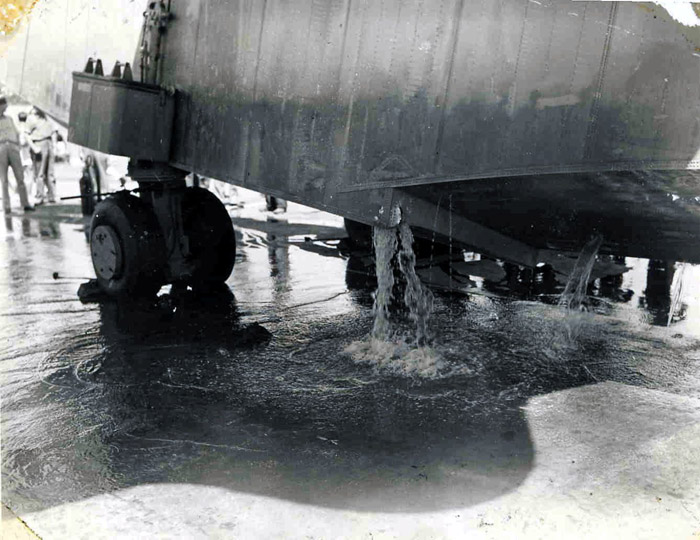
Вернувшаяся из неудачной атаки летающая лодка 74-P-2, повреждённая зенитчиками экипажа U-161.

Лодка совершила 6 патрулей, провела 435 дней в море, коэффициент оперативного напряжения 0,685.
| № | Начало                  | Окончание                | Продолжительность |
| - | ----------------------- | ------------------------ | ----------------- |
| 1 | 3 января 1942 Киль      | 15 января 1942 Лорьян    | 13 дней           |
| 2 | 24 января 1942 Лорьян   | 2 апреля 1942 Лорьян     | 69 дней           |
| 3 | 28 апреля 1942 Лорьян   | 7 августа 1942 Лорьян    | 102 дня           |
| 4 | 19 сентября 1942 Лорьян | 9 января 1943 Лорьян     | 113 дней          |
| 5 | 13 марта 1943 Лорьян    | 7 июня 1943 Лорьян       | 87 дней           |
| 6 | 8 августа 1943 Лорьян   | 27 сентября 1943 погибла | 51 день           |

## Результативность
Результативность: 13 потопленных судов (63 412 брт); 1 военный корабль потоплен (1130 т);
5 судов повреждены (35672 брт); 1 военный корабль поврежден (5450 т). Всего: 105.664.
| Дата             | Название судна   | Тоннаж (брт) | Государство флага        | Конвой | Результат |
| ---------------- | ---------------- | ------------ | ------------------------ | ------ | --------- |
| 19 февраля 1942  | British Consul   | 6 940        | Великобритания           | —      | повреждён |
| 19 февраля 1942  | Mokihana         | 7 460        | США                      | —      | повреждён |
| 21 февраля 1942  | Circe Shell      | 8 207        | Великобритания           | ON-60  | потоплен  |
| 23 февраля 1942  | Lihue            | 7 001        | США                      | —      | потоплен  |
| 7 марта 1942     | Uniwaleco        | 9 755        | ЮАР                      | —      | потоплен  |
| 10 марта 1942    | Lady Nelson      | 7 970        | Канада                   | —      | повреждён |
| 10 марта 1942    | Umtata           | 8 141        | Великобритания           | —      | повреждён |
| 14 марта 1942    | Sarniadoc        | 1 940        | Канада                   | —      | потоплен  |
| 15 марта 1942    | USCGC Acacia     | 1 130        | США                      | —      | потоплен  |
| 16 июня 1942     | Nueva Altagracia | 30           | Доминиканская Республика | —      | потоплен  |
| 3 июля 1942      | San Pablo        | 3 305        | Панама                   | —      | потоплен  |
| 16 июля 1942     | Fairport         | 6 165        | США                      | AS-4   | потоплен  |
| 23 октября 1942  | HMS Phoebe (43)  | 5 450        | Великобритания           | —      | повреждён |
| 8 ноября 1942    | Benalder         | 5.161        | Великобритания           | ST-40  | повреждён |
| 8 ноября 1942    | West Humhaw      | 5 527        | США                      | ST-40  | потоплен  |
| 29 ноября 1942   | Tjileboet        | 5 760        | Нидерланды               | ON-145 | потоплен  |
| 12 декабря 1942  | Ripley           | 4 997        | Великобритания           | —      | потоплен  |
| 19 мая 1943      | Angelus          | 255          | Канада                   | —      | потоплен  |
| 20 сентября 1943 | St. Usk          | 5.472        | Великобритания           | —      | потоплен  |
| 26 сентября 1943 | Itapagé          | 4 998        | Бразилия                 | —      | потоплен  |